# Brodi
Brodi (serb. Брод, Brod) – wieś w Kosowie, w regionie Prizren, w gminie Dragaš. W 2011 roku liczyła 1544 mieszkańców. 